# Fondation Clinton
La Fondation Clinton est une ONG américaine. Son siège se trouve dans la ville de New York. Elle a des bureaux à  Harlem et au-dessus de Times Square.

## Histoire
Créée en 1997 par Bill Clinton (42e président des États-Unis entre 1993 et 2001) à la fin de son premier mandat présidentiel, cette fondation à but humanitaire, philanthropique et écologique a collecté plus de 500 millions de dollars en 10 ans  grâce à des donations de plus de 200 000 donateurs provenant essentiellement de contributeurs étrangers, notamment de la famille royale saoudienne[réf. nécessaire], du roi du Maroc[réf. nécessaire] et de plusieurs monarchies pétrolières du Moyen-Orient[réf. nécessaire], du criminel sexuel américain Jeffrey Epstein .

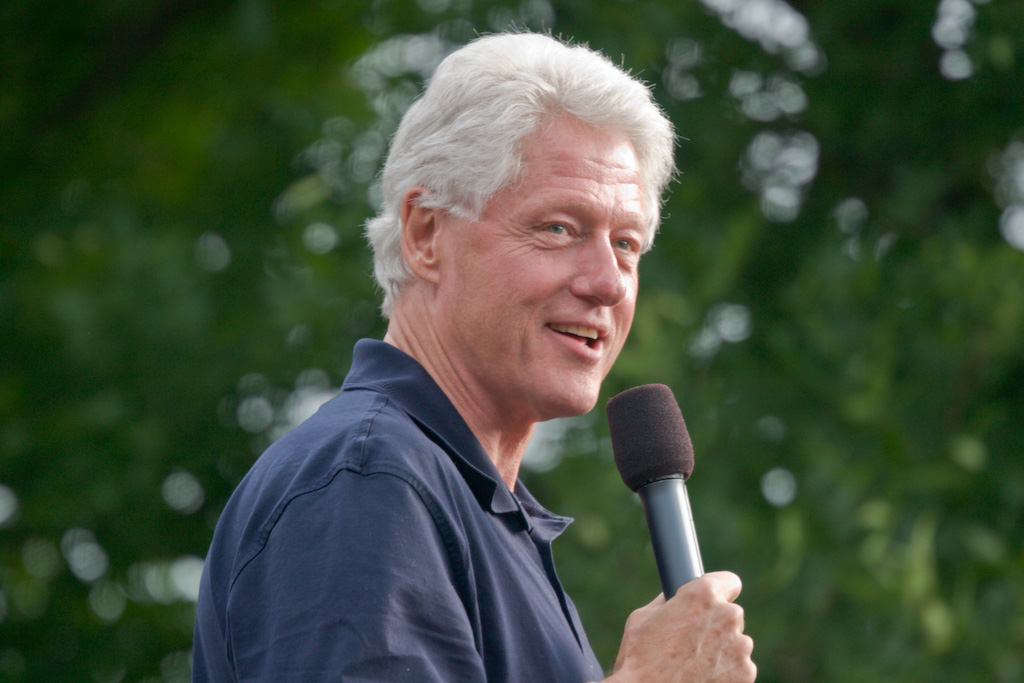
Bill Clinton en 2007.

En 2004, le William J. Clinton Presidential Center and Park est fondé à Little Rock (capitale de l'Arkansas d’où est originaire Bill Clinton) et sert entre autres de bureau administratif à la Fondation Clinton.
En 2005, Bill Clinton crée et parraine Clinton Global Initiative, une ONG qui lutte contre la pauvreté en Afrique, le paludisme et le SIDA. L'organisation réunit annuellement, moyennant un montant d'adhésion de 20 000 dollars, des leaders de plusieurs pays, des prix Nobel, d'anciens chefs d’État, des dirigeants d'ONG de fondations et d'entreprises et des philanthropes majeurs.
En 2015, Donna Shalala est nommée à la tête de la fondation.

## Polémiques
Le fonctionnement de la fondation Clinton donne lieu régulièrement dans les médias américains à des soupçons de conflit d'intérêts. Les médias s'interrogent notamment sur les motivations des donateurs qui pourraient avoir intérêt à influencer Hillary Clinton, soit dans le cadre de son mandat de secrétaire d'État, soit lors de sa campagne à l'élection présidentielle de 2016. Le Washington Post a révélé en février 2015 que la fondation Clinton avait reçu en 2010 un don du gouvernement algérien de l'ordre de 500 000 dollars sans avoir demandé l'aval du bureau fédéral chargé des questions éthiques comme cela avait été convenu dans la charte éthique de l'administration Obama[réf. nécessaire]. D'autres donations en provenance de l'étranger, comme celle de l'entrepreneur canadien Frank Giustra n'ont pas été rendues publiques. Le cas s'est également présenté pour des dons venant d'un membre de la famille royale saoudienne et d'un oligarque ukrainien. Selon le Wall Street Journal, quand Hillary Clinton était secrétaire d'État, la fondation a reçu entre 34 et 68 millions de dollars ; après sa démission, la fondation autorise à nouveau les dons de gouvernements étrangers (limitée à six pays occidentaux pendant la campagne présidentielle de 2016).
Le camp républicain soutient que la fondation Clinton a un but politique. Les donneurs importants s'en serviraient pour faire passer des orientations politiques. Il est à observer que les années où les dons sont les plus importants coïncident avec les années de campagne électorale américaine. (Annonce le 12 avril 2015 pour la campagne de 2016),

### Revenus de la Fondation Clinton par année
Revenus en millions de dollars (USD)
Pour des raisons techniques, il est temporairement impossible d'afficher le graphique qui aurait dû être présenté ici.

## Publications
- Bill Clinton, Donner : Comment chacun de nous peut changer le monde, Odile Jacob, 2007, 297 p.  (ISBN 978-2738120359)